# Maartse vlieg
De maartse vlieg (Bibio marci) is een tweevleugelige uit de familie van de zwarte vliegen (Bibionidae), ook wel rouwvliegen genoemd. Ze komen algemeen voor rond het begin van de lente.
Bij het vliegvissen wordt al sinds 1492 een imitatie van Bibio marci gebruikt met als naam Mouche de St. Marc of Black Gnat.

## Kenmerken

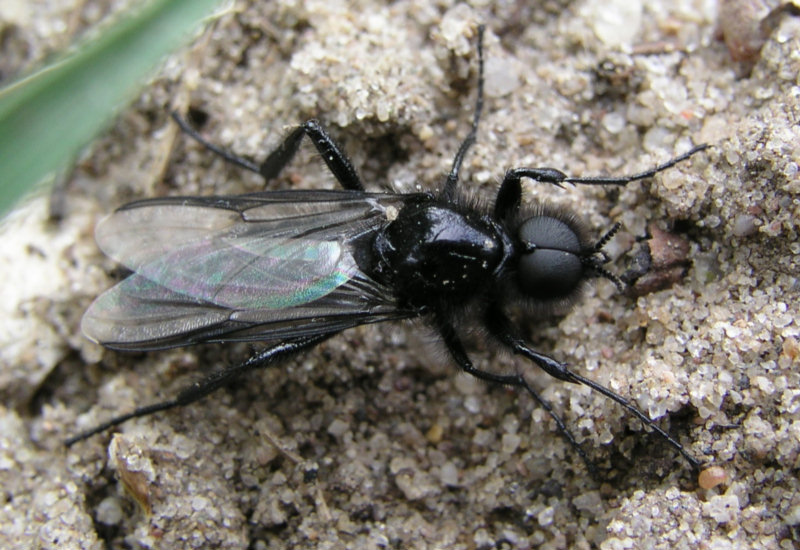
Mannetje

Larven zijn pootloos en lijken sterk op emelten, maar hebben een duidelijk zichtbare zwarte kop. Hun kleur is grijs bruin en de lengte maximaal tot 15 mm, en ze hebben fijne doorns aan de segmenten. Ze hebben krachtige kaken waarmee ze plantenwortels kunnen beschadigen.
Een volwassen kleine rouwvlieg varieert in grootte van 3,5-7 mm, is vaak behaard en zeer donker, overwegend zwart van kleur.  Een volwassen maartse vlieg is met zo’n 8-10 mm iets groter. 
In verhouding tot de kop hebben rouwvliegen grote ogen. De antennes zijn kort en stevig en staan ingeplant onder de ogen. Aan hun schenen dragen ze karakteristieke groepen doorns.

## Leefwijze
Van de rouwvlieg treden per jaar twee generaties op. Volwassen rouwvliegen vliegen vanaf april tot september, waarbij de mannetjes vaak met meerdere exemplaren bij elkaar vliegen of zweven, zonder dat er sprake is van een echte zwerm.
Het zijn belangrijke bestuivers en ze kunnen in grote aantallen worden aangetroffen op bloeiende planten, appel- en andere vruchtbomen en lindebomen. Sommige bloeiende planten hebben een enorme aantrekkingskracht op de vliegen; ook planten, struiken en bomen die bedekt zijn met honingdauw, een afscheidingsproduct van bladluizen, zijn aantrekkelijk voor rouwvliegen.
Een massaal optreden van rouwvliegen is in het algemeen slechts van korte duur. 
De eitjes worden afgezet in grasland en gazon. De larven voeden zich met dood organisch materiaal en vreten aan de wortelhals van grasplanten. Na verpopping komen de muggen eind april tot half mei massaal uit de grond. Ze steken of bijten niet.

## Naam
De naam "Maartse vlieg" heeft niets te maken met de maand maart, maar is afkomstig van de evangelist Johannes Marcus, die op 25 april zijn naamdag heeft.